# Lambert von Dalen

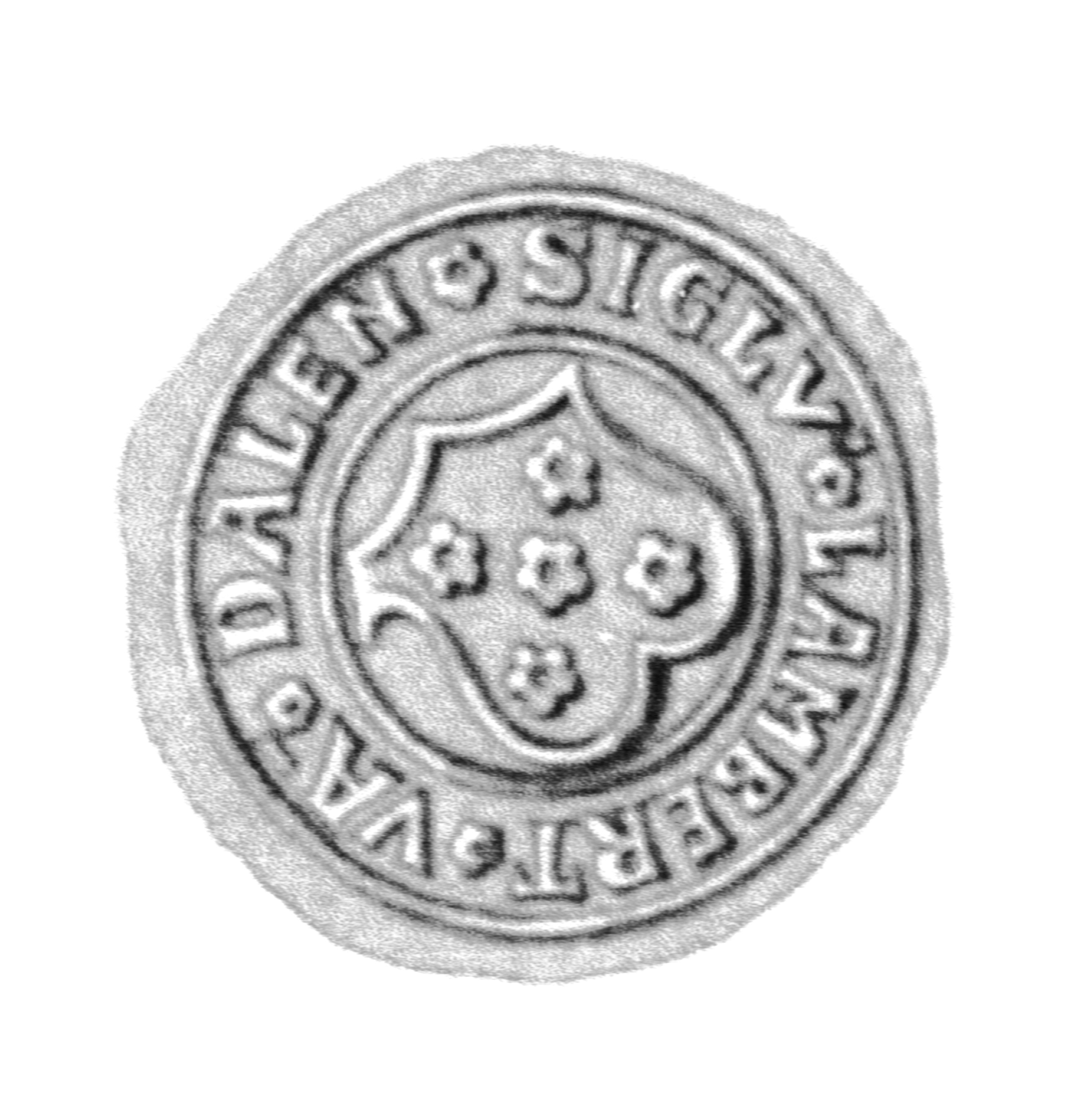
Siegel des Lambert von Dalen um 1550

Lambert von Dalen († 14. Dezember 1558 in Lübeck) war ein deutscher Kaufmann und Ratsherr in Lübeck.
Lambert von Dalens Vater Hans stammte aus einer Kaufmannsfamilie mit engen familiären Verbindungen nach Holland. 1529 wurde Lambert von Dalen vor dem Lübecker Niederstadtgericht verurteilt, für die Schulden, die sein Bruder Melchior in Flandern gemacht, gerade zu stehen. Sein zweiter Bruder „Baltzer“ hinterließ ihm bei seinem Tod 1550 ein mit Schulden belastetes Haus.
Er war einer der hervorgehobenen Gegner des Lübecker Bürgermeisters Jürgen Wullenwever. Sein schriftlicher Bericht über die Jahre 1530 bis 1537 in Lübeck ist in Jacob von Melles Rerum Lubicensium, libri III überliefert.
Nach Ende der Wullenwever-Zeit wurde von Dalen 1537 in den Lübecker Rat erwählt. Er vertrat die Stadt auf den Hansetagen der Jahre 1555 bis 1557 und war 1557 und 1558 Kämmereiherr der Stadt. Als Gesandter der Hanse war er nach dem Widerruf der Handelsprivilegien 1552 durch König Edward VI. 1555 und 1556 am Londoner Hof von St. James und am Stalhof. Nach Fehling soll das erste Bollwerk des Lübecker Hafens unter seiner Aufsicht und Leitung gebaut worden sein.
Er war verheiratet mit einer Tochter des Livlandfahrers Peter Possick, deren Schwester Margarete († vor 1529) mit Johann Wigerinck verheiratet war.